# José da Silva Carvalho
José da Silva Carvalho (Santa Comba Dão, 1782 – Lisbona, 1856) è stato un politico portoghese, ministro della giustizia, e poi delle finanze  dal 1831 al 1835.

## Biografia
Liberale noto per aver preso parte a molte congiure nei primi anni del XIX secolo, fu deputato dal 1821 e successivamente ministro della giustizia. Esule poi in Inghilterra, rimpatriò dopo il ritorno di Pietro I del Brasile e ne fu ministro delle finanze dal 1831 al 1835.
Esiliato nuovamente, quando tornò in Portogallo fu vicepresidente della Camera Alta.
Fu iniziato in Massoneria in una data e una loggia sconosciute, col nome simbolico di Hydaspe, fu poi membro della Loggia 15 di Ottobre, N.° 11 di Lisbona, appartenente al Grande Oriente Lusitano, della quale fu Maestro venerabile. Dal 1822 o 1823 fino al 1839 fu l'8º Gran Maestro del Grande Oriente Lusitano. Dal 1840 al 1856 fu il primo Gran Maestro del Grande Oriente di Rito scozzese e il primo Sovrano Gran Commendatore del  Supremo Consiglio del Rito scozzese antico ed accettato del Portogallo.